# دیکتیس کرتنسیس
دیکتیس کرتنسیس (یونانی باستان: Δίκτυς ὁ Κρής؛ یکی از همراهان افسانه‌ای ایدومنئوس کرت در طول جنگ تروآ و نویسنده احتمالی یک دفتر خاطرات از وقایع آن بود که برخی از همان مواد را هومر برای ساختن ایلیاد، به کار برد. داستان خاطرات او، داستانی سرگرم‌کننده و خطاب به مخاطبان آگاه اسکندریه بود.